# Обри (Секретные материалы)
«Обри» (англ. «Aubrey») — двенадцатый эпизод второго сезона сериала «Секретные материалы». Премьера состоялась 6 января 1995 на телеканале FOX. Эпизод входит в число «монстров недели» — серий, не связанных с основной «мифологией сериала», которая была задана в первой серии.
Малдера и Скалли вызывают в маленький полицейский участок городка Обри (штат Миссури), где было найдено тело агента ФБР, погибшего в 1942 году. Детектив, БиДжи Морроу, обнаружившая тело ночью посреди распаханного поля, не может толком объяснить, почему она стала копать именно в том месте, где позже нашли труп. В местной полиции также имеется дело о странном убийстве: молодая женщина, на груди которой было вырезано слово «сестра». Когда начальник Морроу, лейтенант Брайан Тилман, впервые увидел фото с места преступления, он подумал, что приезжие агенты ФБР владеют информацией по совершённому недавно убийству, однако снимкам уже более 60 лет. Малдер и Скалли подозревают, что между старыми и новыми убийствами есть некая связь.

## Сюжет
В городке Обри штата Миссури детектив БиДжей Морроу рассказывает лейтенанту Брайану Тиллману, с которым у неё интрижка, о своей беременности. Он просит её встретиться с ним тем же вечером в мотеле. Подходя к мотелю, БиДжи испытывает видение, которое приводит её на поле, где женщина выкапывает останки человека. Агенты Фокс Малдер (Дэвид Духовны) и Дана Скалли (Джиллиан Андерсон) отправляются в Обри, чтобы заняться расследованием этого дела. Останки принадлежат агенту ФБР Сэму Чейни, расследовавшему с напарником Сэмом Ледбеттером три убийства в Обри в 1942 году. Оба агента впоследствии исчезли. Агенты находят в рассказе БиДжей нестыковки, но Тиллман защищает её версию. Малдер пересказывает Скалли материалы дела, которое некогда расследовали пропавшие агенты: три женщины были изнасилованы и убиты, на груди у каждой было вырезано бритвой слово «Сестра». При исследовании останков на ребрах Чейни обнаруживаются царапины от ножа, из которых при помощи компьютерной программы складывается слово «Брат». БиДжей признаётся Скалли в своём романе и беременности.
Тиллман сообщает, что было совершено новое убийство, в котором у женщины на груди снова вырезано слово «Сестра». БиДжей утверждает, что видела жертву во сне. Она рассказывает агентам про свои видения, где присутствуют мужчина в ярости и некий памятник, который Малдер опознает как Трилон и Перисферу со Всемирной выставки 1939 года в Нью-Йорке. Разглядывая старые архивные фото, БиДжей опознаёт человека из её снов, как Гарри Коукли, арестованного за изнасилование женщины по имени Линда Тибедо и вырезание слова «Сестра» на её груди. Скалли считает, что БиДжей неосознанно воспроизвела старое дело, ведь её отец был полицейским и, возможно, говорил о Коукли дома. Агенты навещают престарелого Коукли, который давно освободился из тюрьмы. Коукли ведёт отшельнический образ жизни и при этом настолько ослаб, что практически не может существовать без кислородогенератора. Коукли настаивает, что находился дома во время совершения преступлений. Когда Малдер показывает ему фотографию молодого Чейни, Коукли едва заметно нервничает.
БиДжей просыпается от ночного кошмара, на её окровавленной груди вырезано слово «Сестра». Она видит в зеркале молодого Коукли. Женщина спускается в подвал и вскрывает доски настила, где обнаруживается тело агента Ледбеттера. Коукли берут под стражу, но он отрицает, что нападал на Морроу. Скалли говорит, что кровь на последней жертве совпадает с группой крови Коукли. Агенты разыскивают Линду Тибедо, которая рассказывает им о своём изнасиловании в 1940-х. Малдер обращает внимание на фото, где Линда запечатлена на Всемирной выставке 1939 года на фоне Трилона и Перисферы. Женщина рассказывает, что после изнасилования у неё родился ребенок, которого она отдала на усыновление. Агенты отслеживают историю ребенка и выясняют, что им является отец БиДжей. Это наталкивает Малдера на мысль, что убийцей является БиДжей под воздействием своей генетической памяти.
Агенты отправляются, чтобы перехватить БиДжей, когда она нападает на Тибедо, но внезапно останавливается, едва видит шрамы со словом «Сестра» на груди пожилой женщины. Агенты обнаруживают Тибедо после того, как от неё ушла БиДжей, и отправляются к дому Коукли, будучи уверенными, что именно он является её следующей жертвой. Морроу уже на месте и незаметно перерезает респиратор Коукли бритвой, после чего атакует старика. По прибытии агентов БиДжей кидается на Малдера, но агрессия прекращается, как только Коукли умирает. БиДжей помещают в тюрьму Шэмрона для душевнобольных, где она, будучи беременной, несмотря на свои неудачные попытки спровоцировать выкидыш, начинает отбывать заключение.

## В ролях
- Джиллиан Андерсон в роли агента Даны Скалли
- Дэвид Духовны в роли агента Фокса Малдера
- Терри О’Куинн в роли лейтенанта Трейна Тиллмана
- Дебора Стрэнг в роли детектива БиДжи Морроу
- Морган Вудвард в роли Гарри Коукли
- Джой Кохил в роли Линды Тибедо
- Роби Дрискол в роли детектива Джо Дарнелла
- Питер Флеминг в роли полицейского
- Сара-Джейн Рэдмонд в роли молодой мамочки
- Эмануэль Хажек в роли молодого Гарри Коукли

## Съёмки
- Эпизод был написан Сарой Б. Шарно, что стало её первым появлением в сериале. Первоначально Шарно планировала развить историю вокруг 50-летнего убийцы и передачи генетической памяти[3]. Позже эта концепция была соединена с другой — женщиной-серийным убийцей[3]. Дополнительный лоск серии придавали Глен Морган и Джеймс Вонг, написавшие много сценариев для «Секретных материалов»[3]. Многие сцены добавлялись в сценарий по ходу съемок, как, например, сцена с нападением БиДжи на Малдера[3].
- Морган и Вонг предложили попробовать на роль Гарри Коукли Вудварда, который прежде работал с ними в сериале «Джамп стрит, 21»[3].
- Актёр, появившийся в этой серии в роли лейтенанта Брайана Тиллмана, позже появится в фильме по мотивам сериала, но в роли другого персонажа, а также в 9 сезоне в эпизоде «Не верь никому»[4][5]. Кроме того, у него будет роль периодического персонажа Питера Уоттса в сериале-побратиме «Секретных материалов» — «Миллениум»[6].
- О’Куин позже получит прозвище «Мистер Десять Тринадцать» из-за того, что часто появляется в различных сериалах и фильмах, которые связаны с компанией «10 13 Productions», компанией, которая продюсировала сериал «Секретные материалы»[7].